# Teorija svetskih sistema
Teorija svetskih sistema (takodje poznata kao analiza svetskih sistema ili perspektiva svetskih sistema), jedan multidisciplinaran pristup velikih razmera, pristup svetskoj istoriji i društvenim promenama, ističe svetski sistem (a ne nacionalne države) kao primarnu (ali ne i jedinu) jedinicu društvene analize.
"Svetski sistem" se odnosi na međuregionalnu i multinacionalnu podelu rada, koji deli svet na centralne zemlje, poluperiferne zemlje i periferne zemlje. Centralne zemlje se fokusiraju na visoko kvalifikovanu, kapitalno intenzivnu proizvodnju, a ostatak sveta se fokusira na niskostručnu proizvodnju, proizvodnju intenzivnog rada i dobijanje sirovih materijala. Ovo konstantno pojacava dominaciju centralnih zemalja. Ipak, sistem ima dinamične karakteristike, delimično kao rezultat revolucija u transportnoj tehnologiji, a pojedine države mogu vremenom da dobiju ili izgube svoj centralni (poluperiferni, periferni) status. Za neko vreme, izvesne zemlje postaju svetski hegemon; tokom poslednjih nekoliko vekova, kako se svetski sistem širio geografski i ojačao u ekonomskom pogledu, ovaj status je prešao iz Holandije u Ujedinjeno Kraljevstvo i (nedavno) u Sjedinjene Američke države.

## Istorija
Imanuel Valerštajn je razvio najpoznatiju verziju analize svetskih sistema, počev od 1970. godine. Valerštajn prati uspon kapitalističke svetske ekonomije od "velikog" 16. veka (1450—1640). Uspon kapitalizma, po njegovom mišljenju, bio je slučajan ishod produžene krize feudalizma (1290—1450). Evropa (Zapad) je iskoristila svoje prednosti i preuzela kontrolu nad većim delom svetske ekonomije i predsedavala razvojem i širenjem industrijalizacije i kapitalističke ekonomije, dovodeći indirektno do nejednakog razvoja.
Iako se drugi komentatori odnose na Valerštajnov projekat kao na "teoriju" svetskih sistema, on uporno odbacuje taj termin. Za Valerštajna, analiza svetskih sistema je način analize koja ima za cilj prevaziđe strukture znanja nasleđenih iz 19. veka uključujući, posebno, podele unutar društvenih nauka, a između društvenih nauka i istorije. Za Valerštajna je, onda, analiza svetskih sistema "pokret znanja"(8) koji nastoji da raspozna "ukupnost svega onoga što postoji ispod etiketa... ljudskih nauka i zaista daleko izvan toga. "Mi moramo da izmislimo novi jezik", insistira Valerštajn, kako bismo prevazišli iluzije "tri navodno prepoznatljive arene" društva, ekonomije i politike.
Trojna struktura znanja se temelji na drugoj, čak većoj, modernističkoj arrhitekturi, na razlici biofizičkih svetova (uključujući one unutar tela) od onih društvenih: "Dakle, jedno pitanje je da li ćemo biti u stanju da opravdamo nešto što se zove društvena nauka u dvadeset prvom veku kao odvojena sfera znanja".
Mnogi drugi stručnjaci doprineli su značajan posao ovom "pokretu zanja".

## Poreklo

### Uticaji i veliki mislioci
Tragovi teorije svetskih sistema pojavili su se 1970. Njeni koreni mogu da se nađu u sociologiji, ali se on razvila u jednu krajnje međudisciplinarnu oblast.
Cilj teorije svetskih sistema bio je da zameni teoriju modernizacije. Valerštajn je kritikovao teoiju modernizacije iz tri razloga:
1. njen fokus na nacionalnu državu kao na jedinu jedinicu analize
2. njena pretpostavka da postoji samo jedan jedini put evolucionarnog razvoja za sve zemlje
3. njeno zanemarivanje međunacionalnih struktura koje ograničava lokalni i nacionalni razvoj

Tri glavna prethodnika teorije svetskih sistema su škola Anala, Marksizam i teorija zavisnosti. Tradicija škole Anala (koju je najbolje predstavljao Fernand Brodel) uticala je na Valerštajna da se fokusira na dugoročne procese i geo-ekološke regione kao jedinice analize. Marksizam je isticao društveni konflikt, fokus na proces akumulacije kapitala i konkurentne klasne borbe, fokus na relevantnu celinu, prolaznu prirodu društvenih formi i dijalektički osećaj kretanja kroz sukob i suprotnost.
Na teoriju svetskih sistema takođe je značajno uticala teorija zavisnosti, neomarksističko objašnjenje razvojnih procesa.
Drugi uticaji na teoriju svetskih sistema dolaze od stručnjaka kao sto su Karl Polanji, Nikolaj Kondratjev i Jozef Šumpeter (naročito njihovo istraživanje poslovnih krugova i koncepte tri osnovna modela ekonomskih organizacija: recipročni, redistributivni i tržišni načini) koje je Valerštajn preformulisao u diskusiju mini sistema, svetskih carstava i svetskih ekonomija).
Valerštajn vidi razvoj kapitalističke svetske ekonomije kao štetan za veliki deo svetske populacije.
Valerštajn vidi period od 1970. godine kao „doba tranzicije“ koje će ustupiti mesto budućem svetskom sistemu (ili svetskim sistemima) čija konfiguracija ne može da se odredi unapred.
Mislioci koji su podržavali svetske sisteme uključujući Samir Amin, Đovani Ariđi, Andre Gunder Frank i Imanuel Valerštajn sa velikim doprinosima Kristofer Čejs-Dana, Beverli Silvera, Volker Bornšira, Dženet Abu-Lugoda, Tomas D. Hala, Kunibert Rafera, Teotonio dos Santosa, Dale Tomića, Džejson Mura i drugih. U sociologiji, primarna alternativna perspektiva je Svetska teorija državnog uređenja, koju je formulisao Džon Mejer.

### Teorija zavisnosti
Analiza svetskih sistema se i zasniva ali takođe i suštinski razlikuje od teorije zavisnosti. Dok je prihvatao svetsku nejednakost, svetsko tržiste i imperijalizam kao osnovne odlike istorijskog kapitalizma, Valerštajn je prekinuo sa glavnim predlogom pravoslavne teorije zavisnosti. Za Valerštajna, centralne zemlje ne iskorišćavaju siromašne zemlje iz dva osnovna razloga.
Prvo, centralni kapitalisti iskorišćavaju radnike u svim zonama kapitalističke svetske ekonomije (ne samo periferiju) i samim tim, suštinska raspodela između centra i periferije je visak vrednosti, a ne „bogatstvo“ ili „resursi“ u apstarktnom smislu. Drugo, centralne države ne iskorišćavaju siromašne države, kako teorija zavisnosti predlaže, zato što je kapitalizam organizovan oko međuregionalne i transnacionalne podele rada, a ne oko međunarodne podele rada.
Za vreme industrijske revolucije, na primer, Engleski kapitalisti su iskorišćavali robove (radnici koji nisu bili slobodni) u zonama pamuka na jugu Amerike, perifernon regionu unutar poluperiferne zemlje, Ujedinjenih država.
Iz uglavnom Veberovske perspektive, Fernando Enrike Kardozo je opisao osnovne koncepte teorije zavisnosti na sledeći način:
- Postoji finansijski i tehnološki prodor perifernih i poluperifernih zemalja od strane razvijenih kapitalističkih centralnih zemalja.

- To stvara nebalansirane ekonomske strukture unutar perifernih društava i između njih i centralnih zemalja.

- To dovodi do ograničenja samoodrživog rasta na periferiji.

- To pomaže pojavu određenih obrazaca klasnih odnosa.

- Oni zahtevaju izmene u ulozi državee kako bi garantovali funkcionisanje ekonomije i političke artikulacije društva, koje sadrži, u sebi, zaista neartikulisanosti i struktune neravnoteže.

Teorija zavisnosti i svetskih sistema navode da su siromaštvo i zaostalost u siromašnim zemaljama uzrokovani svojom perifernom pozicijom u međunarodnoj podeli rada. Budući da je kapitalistički svetski sistem evoluirao, razlika između centralnih i perifernih zemalja je porasla i odvojila ih.
U priznavanju trojnog obrasca u podeli rada, analiza svetskih sistema je kritikovala teoriju zavisnosti sa njenim dvomodelnim sistemom u koji spada samo centar i periferija.

### Imanuel Valerštajn
Najpoznatija verzija pristupa svetskih sistema razvijena je od strane Imanuela Valerštajna.
Valerštajn navodi da se analize svetskih sistema pozivaju na nedisciplinarnu istorijsku društvenu nauku i tvrdi da su moderne discipline, koje su proizvod 19-og veka, duboko pogrešne zato što nisu logički odvojene, kao što je vidljivo na primeru de facto preklapanja analiza između naučnih disciplina.
Valerštajn nudi nekoliko definicija svetskog sistema, definišući ga u 1974 ukratko:
Sistem je definisan kao jedinica sa jednom podelom rada i više kulturnih sistema.
Takođe je ponudio i dužu definiciju:
 … socijalni sistem, onaj koji ima granice, strukture, članove grupa, legitimna pravila i povezanost. Njegov život se sastoji od suprotstavljenih snaga koje ga drže zajedno pod tenzijom i razdvajanjem po tome što svaka grupa nastoji da ga večno preokrene u svoju korist. On ima karakteristike organizma, po tome što ima životni vek u kome se njegove karakteristike menjaju u nekim aspektima i ostaju stabilni u drugim. Ono se može definisati kao strukture koje su u različitim periodima jake ili slabe u smislu logičke unutrašnjosti njegovog funkcionisanja. 
1987 Valerštajn opet definiše to kao:
 … ne sistem sveta, već sistem koji jeste svet i koji može biti, najčešće, postavljen na području koje je manje od celog sveta. Analiza svetskih sistema tvrdi da su jedinice društvene stvarnosti unutar koje mi poslujemo, čija nas pravila ograničavaju, uglavnom svetski sistemi(osim sada već iščezlih, malih minisistema koji su nekada postojali na zemlji). Analiza svetskih sistema tvrdi da je do sada bilo dve varijante svetskih sistema: svetska ekonomija i svetska carstva. Svetsko carstvo(primeri, Rimsko carstvo, Han Kina) su velike birokratske strukture sa jednim političkim centrom i aksijalnom podelom rada, ali sa više kultura. Svetska ekonomija je velika aksijalna podela posla sa više političkih centara i više kultura. Na engleskom, crtica je od suštinskog značaja kako bi povezala ove koncepte. "Svetski sistem" bez crtice ukazuje na to da je bilo samo jednog svetskog sistema u svetskoj istoriji.
Valerštajn karakteriše svetski sistem kao skup mehanizama, koji vrši preraspodelu viška vrednosti od periferije do centra. U njegovoj terminologiji, centar je razvijen, industrijalizovan deo sveta, a periferija je nerazvijena, tipična sirovina materijala za izvoz, slab svetski deo; market predstavlja sredstvo pomoću koga centar eksploatiše periferiju.
Osim njih, Valerštajn definiše četiri vremenske funkcije u svetskom sistemu. Ciklični ritmovi predstavljaju kratkoročne fluktuacije privrede, i sekularni trendovi znače dublje dugoročne tendencije, kao što su opšti privredni rast ili pad. Pojam kontradikcije ima značenje opšte kontroverze u sistemu, obično u vezi neke kratkoročne nasuprot dugoročnim kompromisima. Na primer, problem upotrebe, gde se smanjenjem nadnica povećava dobit za kapitaliste u kratkom roku, ali na duži rok, smanjenjem nadnica može se imati suštinski štetan efekat smanjenja potražnje za proizvodom. Poslednja vremenska funkcija je kriza: kriza se javlja ako konstalacija okolnosti dovodi do kraja sistema.
U Valerštajnovom pogledu, postoje tri vrste istorijskih sistema kroz ljudsku istoriju: "mini-sistemi" ili ono sto antropolozi nazivaju bendovima, plemenima i malim šefovima, i dva tipa svetskih sistema, jedan koji je politički ujedinjen i drugi koji nije(jedno svetsko državno carstvo i multi-političke zajednice svetske ekonomije). Svetski sistemi su veći, i etnički raznoliki. Modernost je jedinstvena u tome što je prva i jedina potpuno kapitalistička svetska privreda koja se pojavila oko 1450 do 1550 i koja se geografski proširila po celoj planeti, do oko 1900. Politički neujedinjene, mnoge političke jedinice uključene su u svetski sistem slabo povezane u međudržavnom sistemu. Efikasna podela rada je ujedinjujući element različitih jedinica, i takođe je funkcija kapitalizma, sistem zasnovan na konkurenciji između slobodnih proizvođača koji koriste slobodan rad sa slobodnom robom. "Slobodno" znači dostupno za prodaju i kupovinu na tržištu. Preciznije, može se opisati kao fokusiranje na beskrajnoj akumulaciji kapitala; drugim rečima, akumulacija kapitala kako bi akumulirala više kapitala. Takav kapitalizam ima uzajamno zavisne odnose sa svetskom privredom jer obezbeđuje efikasnu podelu rada, ujedinjujući je element svetske ekonomije, kroz proces obogaćenja. Isto tako, kao što kapitalizam zavisi od svetske ekonomije pošto ona omogućava veliko tržište i mnoštvo država, omogućavajući kapitalistima da izaberu da rade sa državama pomažući im u njihovim interesima.

### Istrživačka pitanja
Teorija svetskih sistema iznosi nekoliko ključnih pitanja:
- Kako je svetski sistem pogođen promenama u njegovim komponentama (npr. nacije, etničke grupe, socijalni slojevi, itd.)?

- Kako to utiče na njegove komponente?

- U kojim merama, ako ih ima, je centru potrebna periferija kako bi bio nerazvijen?

- Šta svetske sisteme dovodi do promena?

- Koji sistem može da zameni kapitalizam?

Neka pitanja su specifičnija za određene podoblasti; kao na primer, Marksisti se brinu za sebe bez obzira da li je teorija svetskih sistema korisna ili beskorisna razvoju marksističkih teorija.

## Karakteristike
Analize svetskih sistema tvrde da je kapitalizam, kao istorijski sistem, uvek integrisan u različitim oblicima rada sa funkcionalnom podelom rada (svetske ekonomije). Zemlje nemaju ekonomiju ali predstavljaju deo svetske ekonomije. Daleko od odvojenih društava ili sveta, svetska ekonomija pokazuje trojnu podelu rada, sa centrom, poluperiferijom i perifernom zonom. U centralnoj zoni, preduzeća, uz podršku država u kojima posluju, imaju monopol nad najprofitnijim aktivnostima podele rada.
Postoji mnogo načina za pripisivanje određene zemlje centru, polu-periferiji, ili periferiji. Koristeći empirijski zasnovanu oštru formalnu definiciju "dominacije" u odnosu između dve zemlje, Piana je u 2004 definisao "centar" kao nešto što je sastavljeno od "slobodnih zemalja" koje dominiraju drugim bez dominacije nad njima, "poluperiferiju" kao zemlje koje su dominirane (obično, ali ne nužno, od strane centralnih zemalja) ali i u isto vreme dominacijom drugih( obično na periferiji) i "periferija" kao dominantne zemlje. Na osnovu podataka iz 1998, može se naći kompletna lista zemalja u tri regiona, zajedno sa diskusijom o metodologiji.
Kraj 18. i početak 19. veka beleži veliku prekretnicu u razvoju kapitalizma u kome su kapitalisti dobili društvenu moć u centralnim državama, koje su unapredile industrijsku revoluciju povodom uspona kapitalizma. Analiza svetskih sistema tvrdi da je kapitalizam kao istorijski sistem ranije formiran i da se zemlje ne “razvijaju” u fazama, ali sistem da, i događaji imaju drugačije značenje kao faza u razvoju istorijskog kapitalizma, pojavom tri ideologije nacionalne razvojne mitologije (ideja da se zemlje mogu razviti kroz faze ukoliko slede pravi tok politike): konzervativizma, liberalizma i radikalizma.
Pristalice analize svetskih sistema vide stratifikacioni svetski sistem na isti način kao što je Karl Marks video klasu (vlasništvo i oni kojima nemaju vlasništvo nad sredstvima za proizvodnju) i kao što je Maks Veber video klasu (koja, pored vlasništva, ističe profesionalni nivo znanja u procesu proizvodnje). Centralne nacije, pre svega poseduju i kontrolišu glavna sredstva za proizvodnju u svetu i obavljaju poslove proizvodnje višeg nivoa. Periferne nacije poseduju veoma malo svetskih sredstava za proizvodnju (čak i kada se nalaze na periferiji nacija) i obezbeđuju manje kvalifikovanu radnu snagu. Nalik klasnom sistemu sa nacijom, poziciona klasa u privrednom svetu rezultira nejednakom distribucijom nagrada ili resursa. Centralne nacije dobijaju najveći deo proizvodnih suficita, a periferne nacije dobijaju najmanji deo. Osim toga, centralne nacije su obično u mogućnosti da kupe sirovinske materijale i drugu robu od necentralnih zemalja po niskim cenama i da traže više cene za njihov izvoz u necentralnim zemljama. Čirot(1986) navodi pet najvažnijih beneficija centralnih zemalja koje dolaze iz njihove dominacije nad perifernim nacijama:
1. Pristup velikoj količini sirovinskog materijala
2. Jeftina radna snaga
3. Ogromni profiti od glavnih kapitalnih investicija
4. Tržište za izvoz
5. Stručni rad kroz migracije tih ljudi od mesta koja nisu u centru do centra.

Prema Valerštajnu, posebni kvaliteti modernog svetskog sistema uključuju i njegovu kapitalističku prirodu, i činjenicu da je to svetska privreda koja nije postala politički ujedinjena u svetskoj imeriji.

### Centralne nacije
- su ekonomski najviše raznovrsne, bogate i moćne (ekonomski i vojno)

- imaju jake centralne vlade, koje kontrolišu velike birokratije (birokratski aparat) i moćne vojske

- imaju jače i složenije državne institucije koje pomažu u vođenju unutršanjih i spoljnoekonomskih poslova

- imaju dovoljnu poresku osnovu tako da državne institucije mogu obezbediti infrastrukturu za jaku ekonomiju

- visoko industrijalizovane i proizvode fabričke proizvode prije nego sirove materijale za izvoz

- imaju rastuću nameru da se specijalizuju u informatici, finansijama i uslužnoj industriji

- češće su na čelu novih tehnologija i novih industrija. Primeri danas uključuju visoku tehnološku elektroniku i biotehnološke industrije. Drugi primer bi bio automobilska industrija u ranom 20. veku

- imaju jaku buržoaziju i radničke klase

- imaju značajne načine uticaja nad perifernim nacijama

- relativno nezavisne od spoljašnje kontrole

Tokom istorije modernog svetskog sistema, postojala je grupa centralnih nacija koje su se takmičile jedna sa drugom za pristup svetskim resursima, ekonomsku dominaciju i hegemoniju nad perifernim nacijama. Ponekad, postojala je jedna centralna nacija sa čistom dominacijom i hegemonijom nad ostalima. Prema Imanuelu Valerštajnu, centralna nacija je dominantna nad svim ostalim kada ima vodstvo u tri forme ekonomske dominacije tokom perioda vremena:
1. proizvodna dominacija omogućava državi da proizvodi proizvode većeg kvaliteta po nižoj ceni, poredeći sa drugim državama
2. proizvodna dominacija može dovesti do trgovinske dominacije. Sada, postoji povoljan trgovinski balans za dominantnu naciju otkako više država kupuju proizvode od dominantne države nego od tih država.
3. trgovinska dominacija može dovesti do finansijske dominacije. Sada, više novca pristiže u zemlju nego što odlazi. Bankari dominantne nacije imaju tendenciju da dobijaju veću kontrolu nad svetskim finansijskim resursima.

Vojna dominacija je takođe verovatna nakon što nacija dostigne ova tri kriterijuma. Ipak, bilo je istaknuto da tokom modernog svetskog sistema, nijedna nacija nije bila u mogućnosti da koristi svoju vojsku da stekne ekonomsku dominaciju. Svaka od prošlih dominantnih nacija je postala dominantna sa priličnom malim nivoom vojnih troškova i počela da gubi ekonosmku dominaciju sa kasnijom vojnom ekspanzijom.
Istorijski, centralne nacije su bile u Severozapadnoj Evropi (Engleska, Francuska, Holandija), ali kasnije u drugim dijelovima sveta (kao što su SAD, Kanada i Australija).

### Periferne nacije
- su najmanje ekonomski raznovrsne
- imaju relativno slabe (nejake) vlade
- imaju relativno nejake institucije, sa poreskim osnovama premalim da podrže infrastrukturu i razvoj
- teže da zavise od jednog tipa ekonoske aktivnosti, često je to izdvajanje i izvoz sirovih materijala u centralne nacije
- imaju tendenciju da budu najmanje industrijalizovane
- često su meta za investicije od strane multinacionalnih korporacija iz centralnih nacija koje dolaze u države da iskorištavaju jeftin rad u cilju da izvoze nazad u centralne nacije
- imaju malu buržoaziju i veliku seljačku klasu
- imaju populaciju sa visokim procentom siromašnih i neobrazovanih ljudi
- imaju veoma visoku socijalnu nejednakost zbog malih viših klasa koje poseduju većinu zemljišta i imaju profitabilne veze sa multinacionalnim korporacijama
- imaju tendenciju da budu pod velikim uticajem centralnih nacija i njihovih multinacionalnih korporacija i često su prisiljene da prate ekonomske politike koje pomažu centralnim nacijama i štite ekonomskim očekivanjima perifernih nacija.

Istorijski, periferne nacije nalazimo van Evrope, kao što je u Latinskoj Americi i danas u Subsaharskoj Africi.

### Polu-periferne nacije
Polu-periferne nacije su one koje su na pola puta između centra i periferije. Stoga, oni moraju sačuvati sebe od pada u kategoriju perifernih nacija i istovremeno, one teže da se pridruže kategoriji centralnih nacija. Prema tome, oni su najagresivnije trude da primenjuju zaštitničke politike između ove 3 kategorije nacija. Teže da budu fer države koje se kreću ka industrijalizaciji i raznovrsnijim ekonomijama. Ovi regioni često imaju relativno razvijene i raznovrsne ekonomije, ali nisu dominantni u internacionalnoj trgovini. Imaju tendenciju da izvoze više perifernim nacijama, a uvoze više od centralnih nacija u trgovini. Prema nekim naučnicima, kao što je Čirot, oni nisu podređeni spoljnoj manipulaciji kao što su periferna društva, ali prema drugima (Barfild) oni imaju „perifernu“ vezu sa centrom. Dok u sferi uticaja nekih centara, polu-periferne nacije takođe teže da prošire svoju sopstvenu kontrolu nad velikim periferijama. Dakle polu-periferije se ponašaju kao kočnica između centra i periferije i stoga „delimično skreću političke pritiske koje grupe primarno smeštene u periferne predele mogu inače direktno usmeriti protiv centralnih država“ stabilizuju svetski sistem.
Polu-periferije mogu doći iz postojanja razvijajućih periferija ili opadajućih centrala.
Istorijski, dva primera polu-perifernih nacija bi bila Španija i Portugal, koje su pale sa svojih ranih centralnih pozicija, ali su i dalje uspele da zadrže uticaj u Latinskoj Americi. Ove države su izvozile srebro i zlato iz njihovih američkih kolonija, ali su ih onda morale koristiti da plate proizvedena dobra iz centralnih država kao što su Engleska i Francuska. U 20. veku, nacije kao što su „naseljeničke kolonije“ Asutralija, Kanada i Novi Zeland su imale polu-periferni status. U 21. veku, nacije poput Brazila, Rusije, Indije, Izraela, Kine, Severne Koreje i Severne Afrike se obično smatraju polu-perifernim.

### Spoljne oblasti
Spoljne oblasti su one koje zadržavaju neophodne socijalne podele nezavisnog rada svetske kapitalističke ekonomije.

## Interpretacija svetske istorije
Prije 16. veka, u Evropi je bila dominantna feudalna ekonomija. Evropska privreda je rasla od sredine 12. do 14. vijeka, ali od 14. do polovine 15. veka, pretrpila je veliku krizu. Valerštajn objašnjava da je ova kriza bila uzrokovana sledećim:
1. stagnacija ili čak pad agrikulturne proizvodnje, povećavajući teret seljacima (seoskom stanovništvu),
2. smanjena agrikulturna produktivnost prouzrokovana promenama klimatskih uslova (Malo ledeno doba),
3. porast epidemija (Crna smrt),
4. optimalni nivo feudalne privrede je dostigao svoj privredni krug; privreda se pomerila preko toga i ušla u period depresije.

Kao odgovor na neuspeh feudalnog sistema, Evropa je prigrlila kapitalistički sistem. Evropljani su bili motivisani da razvijaju tehnologiju kako bi istraživali i trgovali širom sveta, koristeći svoje superiorne vojske da preuzmu kontrolu nad trgovinskim rutama (putevima). Evropljani su eksploatisali svoje prvobitne male prednosti, koje su vodile do procesa akumulacije bogatstva i moći u Evropi.
Valerštajn ističe da nikada pre ekonomski sistem nije obuhvatao toliki dio sveta, sa trgovinskim vezama prelazeći tolike političke granice. U prošlosti su postojali geografski veliki ekonomski sistemi ali su bili većinom ograničeni sferom dominacije velikog carstva (kao što je Rimska imperija); razvoj kapitalizma je omogućio svetskoj ekonomiji da se proširi izvan pojedinačnih država. Međunarodna podela rada je bila krucijalna u odluci koji odnosi postoje između različitih regiona, njihovi radni uslovi i politički sistemi. Za svrhe klasifikacije i poređenja, Valerštajn je uveo kategorije centralnih, polu-perifernih, perifernih i spoljnih država. Centralne države su stvorile monopol nad proizvodnjom kapitala, i ostatak sveta je mogao obezbediti samo radnu snagu i sirove rezerve. Rezultirajuća nejednakost je ojačala postojeći nepravedan razvoj.
Prema Valerštajnu, postojala su samo tri perioda u kojima su centralne nacije bile dominantne u modernom svetskom sistemu, sa svakim periodom trajanja manje od stotinu godina. U prvobitnim vekovima uspona Evrope, Severozapadna Evropa je konstituisala centar, Mediteranska Evopa srednju periferiju i Istočna Evropa i Zapadna hemisfera (i dijelovi Azije) periferiju. Oko 1450, Španija i Portugalija su uzele rano vodstvo kada su uslovi postali dobri za kapitalističku svetsku ekonomiju. Oni su predvodili put u utvrđivanju prekomorskih kolonija. Međutim, Portugal i Španija su izgubili svoje vodstvo, primarno zbog prevelikog proširenja carstva. Postalo je previše skupo da se održi dominacija i zaštiti toliko mnogo kolonijalnih teritorija širom sveta.
Prva nacija koja je stekla čistu dominaciju je bila Norveška u 17. veku, nakon što je njihova revolucija dovela do novog finansijskog sistema koji mnogi istoričari smatraju revolucionarnim. Impresivna brodogradilišna industrija je takođe doprinela njihovoj ekonomskoj dominaciji kroz više izvoza u ostale države. Vremenom, druge države su počele kopirati finansijske metode i efikasnu proizvodnju kreiranu od Holanđana. Nakon što su Holanđani stekli svoj dominantni status, standard života se povećao, podižući troškove proizvodnje.
Holandski bankari su počeli odlaziti van države tražeći profitabilne investicije, i tok kapitala se pomerio, posebno u Englesku. Do kraja 17. veka, sukob između centralnih nacija se povećao kao rezultat ekonomskog pada Holanđana. Holandska finansijska investicija je pomogla Engleskoj da stekne produktivnost i trgovinsku dominaciju, i Holandska vojna podrška je pomogla Engleskoj da porazi Francusku, drugu državu koja se takmičila za dominaciju u to vreme.
U 19. veku, Britanija je zamijenila Holandiju kao hegemon. Kao rezultat nove Britanske dominacije, svetski sistem je postao relativno stabilan ponovo tokom 19. veka. Britanci su se počeli globalno širiti, sa mnogim kolonijama u Novom Svijetu, Africi i Aziji. Kolonijalni sistem je počeo predstavljati napor Britanskoj vojsci i zajedno sa drugim faktorima, doveo do ekonomskog pada. Ponovo je bio veliki konflikt između centara nakon što su Britanci izgubili čistu dominaciju. Ovaj put je bila Njemačka, a kasnije su Italija i Japan predstavljale novu pretnju.
Industrijalizacija je bila drugi proces u toku u to vrijeme, rezultirajući umanjenjem značaja agrikulturnog sektora. U 18. veku, Britanija je bila vodeći evropski industrijski i agrikulturni proizvođač; do 1900., samo 10% Engleske populacije je radilo u agrikulturnom sektoru.
Do 1900., moderni svetski sistem je bio veoma drugačiji od prijašnjeg veka. Većina perifernih društava je već bilo kolonizovano od strane starijih centralnih nacija. 1800. stari evropski centar je obuhvatao 35% svetske teritorije, ali do 1914. je obuhvatao 85% svetske teritorije. Sada, ako je centralna nacija željela iskorištavati periferna područja kao što su radili Holanđani i Britanci, ova periferna područja bi trebala biti oduzeta od druge centralne nacije, što su Nemačka, a onda Japan i Italija počeli raditi, rano u 20. veku. Moderni svetski sistem je tada postao geografski globalan, i čak najudaljeniji regioni u svetu su postali integrisani u globalnu ekonomiju.
Dok su se ove države pomijerale u centralni status, tako su i Sjedinjene Države. Američki građanski rat je vodio do veće moći zapadnih industrijskih elita, koje su sad bile u boljoj mogućnosti da pritišću vladu za politike koje pomažu industrijskoj ekspanziji. Kao holandski bankari, britanski bankari su gurali veće investicije prema Sjedinjenim Državama. Kao Holanđani i Britanci, Amerikanci su imali mali vojni budžet u poređenju sa drugim industrijskim nacijama u to vreme.
SAD su počele da zauzimaju mjesto Britancima kao nova dominantna nacija posle Prvog svetskog rata. Sa Japanom i Evropom u ruševinama nakon Drugog svjetskog rata, SAD su bile sposobne da budu dominantne u modernom svetskom sistemu više nego ijedna druga država u istoriji. Tada su brojale više od polovine svetske industrijske proizvodnje, posedovale dve trećine zlatnih rezervi u svetu i obezbeđivale jednu trećinu svetskog izvoza.
Međutim, nakon Hladnog rata, budućnost hegemonije SAD je bila upitna od strane nekih učenih ljudi, kako je njihova pozicija hegemona bila u padu nekoliko decenija. Do kraja 20. veka, centar bogatih industrijalizovanih država je bio sastavljen od Evrope, Sjedinjenih Država, Japana i ograničene selekcije ostalih država. Poluperiferije su tipično bile sastavljenje od država koje su dugo bile zavisne bez mogućnosti ikada sticanja Zapadnog nivoa uticaja, dok su bivše siromašne kolonije formirane od Zapada većina periferije.

## Kritika
Teorija svetskog sistema je privlačila kritike od svojih rivala; većinom zato što je bila previše fokusirana na ekonomiju, a ne dovoljno na kulturu i zato što je bila previše orentisana na centar.
Prema samom Valerštajnu, kritika pristupa svetskog sistema dolazi iz četiri pravca: pozitivisti, ortodoksni marksisti, državni autonomisti i kulturalisti. Pozitivisti kritikuju pristup kao previše sklon generalizaciji, manjkav kvantitivnim podacima i da ne uspeva progurati dalje nevažeću propoziciju. Ortodoksni marksisti smatraju da se pristup svetskog sistema udaljava previše od ortodoksno marksisitičkih principa, kao što je ne dajući dovoljnu težinu konceptu socijalnih klasa. Državni autonomisti kritikuju teoriju zbog zamagljivanja granica između države i biznisa. Dalje, pozitivisti i državni autonomisti spore da bi država trebala biti centralna jedinica analize. Na posletku, kulturalisti tvrde da teorija svetskog sistema stavlja preveliku važnost na ekonomiju a ne dovoljno na kulturu. Valerštajnovim sopstvenim rečima:
Ukratko, većina kritike analize svetskog sistema kritikuje je zbog onoga što eksplicitno proklamuje kao svoju perspektivu. Analiza svetskog sistema vidi ove druge načine analize kao defektne i/ili ograničavajuće.
Jedan od fundamentalnih konceptualnih problema teorije svetskog sistema je da pretpostavke koje definišu njene stvarne konceptualne jedinice su socijalni sistemi. Pretpostavke koje ih definišu, je potrebno proveriti, i to kako su povezane jedna s drugom, tako i kako se menjaju jedna u drugu. Glavni argument teorije svetskog sistema je da se u 16. veku razvila kapitalistička svetska ekonomija, koja bi se mogla opisati kao svetski sistem.
Predstojeće je teorijska kritika zabrinuta za osnovne tvrdnje teorije svetskog sistema: „Ne postoje danas socijalni sistemi u svetskoj ekonomiji više nego feudalni sistemi jer postoji samo jedan svetski sistem. To je svetska ekonomija i ona je po definiciji u formi kapitalizma.“
Robert Brenner je istakao da prioriteti svetskog tržišta znače odbacivanje lokalnih struktura klasa i klasnih borbi: „Oni ne uspevaju da uzmu u obzir način na koji se ove klasne strukture spajaju kao ishod klasne borbe čiji rezultati su neshvatljivi u okvirima tržišne snage.“ (Brenner 1982) Robert Brenner: Direktor Centra za Socijalnu teoriju i Komparativnu Istoriju na UCLA
Još jedna kritika je redukcionizam od strane Thed-e Skocpol: ona veruje da je međudržavni sistem daleko od toga da bude jednostavna nadstruktura kapitalističke svetske ekonomije.:“ Internacionalni državni sistem kao transnacionalna struktura vojnog nadmetanja nije originalno kreiran od kapitalizma. Kroz modernu svetsku istoriju, reprezentuje analitički autonoman nivo [...] svetskog kapitalizma, ali nije redukovan na njega.“ (Skocpol 1979)

## Novi razvoji
Novi razvoji u istraživanjima svetskog sistema uključuju studije cikličnih procesa. Tačnije, odnose se na krug vodećih industrija ili proizvoda (onih koji su novi i imaju važan udio ukupnog svetskog tržišta), koji je jednak poništenju kvazi monopola ili drugih oblika djelimičnih monopola postignutih od centralnih nacija. Takve forme parcijalnih monopola se mogu postići kroz vlasništvo nad vodećim industrijama ili proizvodima, koji zahtevaju tehnološke sposobnosti, patente, restrikcije uvoza i/ili izvoza, subvencije vlada, itd. Takve mogućnosti se najčešće pronalaze kod centralnih nacija, koje akumuliraju kapital kroz stvaranje takvih kvazi monopola sa vodećim industrijama ili proizvodima.
Kako je kapital akumuliran, zaposlenje i plata takođe rastu, stvarajući osjećaj prosperiteta. Ovo vodi povećanoj proizvodnji, a ponekad čak i prevelikoj proizvodnji, prouzrokujući porast konkurentne cene. Da bi se smanjila cena proizvodnje, procesi proizvodnje vodećih industrija ili proizvoda su relocirani u polu-periferne nacije. Kada konkurencija poraste i kvazi monopoli prete da će nestati, njihovi vlasnici, često centralne nacije, se prebacuju na drugu novu vodeću industriju ili proizvode, i krug se nastavlja.
Drugi novi razvoji uključuju posledice raspada Sovetskog Saveza, ulogu polova i kulture, studije ropstva i inkorporaciju novih regiona u svetski sistem i pretkapitalistički svetski sistem. Diskutabilno, najveći izvor obnove analize svetskog sistema od 2000. je bila sinteza svetskog sistema i životne sredine. Ključne figure u „pozelenjavanju“ analize svetskog sistema uključuju Endrua Jorgensona, Džejsona Mura, Stiven Bankera i Ričarda Jorka.
Istoričar Maks Ostrovski je uključio političku i geopolitičku dimenziju u istraživanja svetskog sistema. On analizira varijacije polarnosti svetskog sistema, uticaj geografije, poređenje sa pre-modernim regionalnim sistemom i vjerovatan budući razvoj.

### Vremenski period
Valerštajn veže poreklo današnjeg svetskog sistema za „dugi 16. vek“ (period koji je počeo sa otkrićem Amerike od strane Zapadnih evropskih moreplovaca i završio sa engleskom revolucijom 1640).
Dženet Abu Lugod tvrdi da je pre-moderni svetski sistem protežući se na Evroaziju postojao u 13. veku prehodno formaciji modernog svetskog sistema identifikovanog od strane Valerštajna. Dženet Abu Lugod tvrdi da je Mongolsko carstvo odigralo važnu ulogu u povezivanju zajedno kineskih, indijskih, muslimanskih i evropskih regiona u 13. veku, prije nastanka modernog svetskog sistema. U debati, Valerštajn tvrdi da sistem Lugoda nije bio „svetski sistem“ jer nije u potpunosti uključio mreže proizvodnje, nego je umjesto toga bio prostrana mreža razmjene.
Andre Gunder Frenk ide dalje i tvrdi da je globalni svetski sistem koji uključuje Aziju, Evropu i Afriku postojao od 4. milenijuma prije Hrista. Centar ovog sistema je bio u Aziji, posebno Kina. Andrej Korotajev ide čak i dalje nego Frenk i datira početak formacije svetskog sistema u 10. milenijum prije nove ere i povezuje ga sa neolitskom revolucijom na Bliskom Istoku. Prema njemu, centar ovog sistema je originalno bio u Zapadnoj Aziji.

### Trenutna istraživanja
Valerštajnove teorije su prihvaćene širom sveta. U Sjedinjenim Državama, jedan od centara istraživanja svetskog sistema je na "Fernand Braudel Center for the Study of Economies, Historical Systems and Civilizations", na Univerzitetu "Binghamton". Među najvažnijim povezanim periodičnim časopisima su Journal of World-Systems Research, objavljen od strane American Sociological Association′s Section on the Political Economy of the World System (PEWS), i Review, objavljen od strane Braudel Centra.